# Przywódca charyzmatyczny
Przywódca charyzmatyczny, przywódca transformacyjny – przywódca grupowy, który obdarzony jest charyzmą. W oparciu o nią może stworzyć typ panowania zwany panowaniem charyzmatycznym. Badania nad ludźmi charyzmatycznymi pozwoliły ustalić, że posiadają oni wiele wspólnych cech, umiejętności i właściwości psychologicznych.

## Ogólna charakterystyka
Osoby charyzmatyczne:
- Głoszą dalekosiężną wizję, tworzą myśl, która przyciąga zwolenników, realizują cele z nią związane, co wywołuje wiele emocji u członków grupy i obserwatorów,
- Budzą nadzieję na zmiany, w związku z czym ludzie obdarzają ich dużym zaufaniem, utrzymują swoje poparcie realizując głoszone cele,
- Mają przyciągający uwagę styl bycia,
- Traktują innych ludzi indywidualnie,

Przykłady przywódców charyzmatycznych: Mahatma Gandhi, Benito Mussolini, Jan Paweł II, Josip Broz Tito, Fidel Castro, Czang Kaj-szek, Adolf Hitler, np. Napoleon i Juliusz Cezar znali imiona tysięcy swoich żołnierzy.
Z charyzmą koreluje:
- Inteligencja. Liderzy mają istotnie wyższy iloraz inteligencji mierzony standardowymi testami inteligencji (np. WAIS).
- Umiejętności społeczne. Zwłaszcza umiejętność odczytywania i nadawania komunikatów niewerbalnych jest ważną cechą skorelowaną z byciem liderem charyzmatycznym
- Ekstrawersja rozumiana jako zainteresowanie ludźmi, posiadanie umiejętności społecznych, potrzeba i pragnienie przebywania z ludźmi, skłonność do poszukiwania silnych bodźców.
- Poczucie powinności
- Dążenie do przejmowania odpowiedzialności na siebie.
- Pochodzenie z małej rodziny (badacze nie precyzują pojęcia „mała rodzina” o rodzinie wielodzietnej mówi się, gdy jest w niej co najmniej trójka dzieci). Wybitni przywódcy polityczni zwykle byli najstarszymi, rzadziej środkowymi dziećmi. Stosunkowo rzadko stają się wybitnymi przywódcami dzieci najmłodsze i jedynacy. (O zależności między cechami osobowości a kolejnością urodzenia zobacz: kolejność narodzin.)
- Brak zaburzeń emocjonalnych. Pod tym pojęciem rozumie się przede wszystkim brak zaburzeń zachowania. Nie jest to cecha tożsama ze zdrowiem psychicznym. Liderzy cechują się jednak tym także, że stosują dojrzałe mechanizmy obronne oraz są zrównoważeni emocjonalnie (w ujęciu Hansa Eysencka). (Niektóre wyjątki: Hitler czy Stalin, Jim Jones, David Koresh).
- Wewnętrzne poczucie kontroli.
- Skłonność do dominacji, ambicja, agresywność, megatypizm, zdolności retoryczne, erystyczne, mądrość, wiedza, elokwencja.

Wydaje się, że przywództwo charyzmatyczne związane jest przede wszystkim z indywidualnymi rysami przywódcy, którego członkowie grupy chcą słuchać, ufają mu i wierzą w jego nieprzeciętne zdolności. Niektóre ujęcia jednak podnoszą rolę wpływu sytuacji na przywództwo charyzmatyczne. Grupa społeczna wytwarza „zapotrzebowanie” na pewne zmiany i w związku z tym poszukuje osoby, która to zapotrzebowanie zaspokoi. Staje się nią osoba obdarzona charyzmą. Jednak po osiągnięciu celu grupy lider traci władzę. W tym sensie Martin Luther King lub Maksymilian Robespierre nie staliby się przywódcami, gdyby nie żyli w miejscu i czasie, w którym powstało odpowiednie zapotrzebowanie społeczne. Taki pogląd oznacza także, że traktowanie charyzmy jako cechy osobowości jest uproszczeniem, a osoby, które pełnią rolę liderów charyzmatycznych, mogą swoją popularność utracić. Za tymi poglądami przemawia np. historia popularności Lecha Wałęsy.
Według Maxa Webera panowanie charyzmatyczne jest bardzo niestabilne i z czasem ulega spowszednieniu (rutynizacji), i przekształceniu w panowanie tradycyjne lub legalne tzn. panowanie sprawowane za pomocą aparatu biurokratycznego.

## Przywódca transformacyjny
Dlatego niekiedy używa się terminu „lider transformacyjny” zamiast „lider charyzmatyczny”, aby podkreślić rolę, jaką odgrywa model przywództwa w organizacji. Przywództwo transformacyjne polega na stawianiu podwładnym wyzwań, inspirowaniu, wytyczaniu nowych celów i angażowaniu ludzi w ich realizację. Zapotrzebowanie na taki styl przewodzenia pojawia się zwłaszcza w okresie przemian (państwa, ustroju, instytucji, gospodarki). Badania psychologów pracy pokazują, że liderzy transformacyjni są w stanie zwiększać efektywność podwładnych, są też bardziej lubiani i przeważnie mają dobre relacje z przełożonymi.
Charyzmę można traktować jako cechę osobowości lub jako odpowiedź jednostki na zapotrzebowanie.